# Prokop Wiacki
Prokop Wiacki – jurodiwy, święty Rosyjskiego Kościoła Prawosławnego.
Pochodził z rodziny chłopskiej. W wieku 20 lat, kiedy rodzice chcieli, by ożenił się, uciekł z domu do miasta Chłynow i zaczął tam prowadzić życie jurodiwego. Celowo wystawiał się na mróz, pościł, był obiektem kpin części mieszkańców miasta. Jako święty szaleniec przeżył dwadzieścia dziewięć lat. Zmarł w 1627.